# 弗勒丁根
弗勒丁根（法語：Vœllerdingen，发音：[fœləʁdingən] 或 [fœləʁdiŋən]；德语：Völlerdingen am Eichelbach）是法国下莱茵省的一个市镇，属于萨韦尔讷区（Saverne）和英维莱尔县（Ingwiller）。该市镇总面积13.05平方公里，2009年时的人口为435人。

## 人口
弗勒丁根人口变化图示